# Simaxis
Simaxis ist eine italienische Gemeinde in der Provinz Oristano in der Region Sardinien mit 2100 Einwohnern (Stand 31. Dezember 2023). Die Gemeinde liegt 16 km nordöstlich der Provinzhauptstadt Oristano und 90 km nordwestlich von Cagliari.
Die Nachbargemeinden sind Ollastra, Oristano, Siamanna, Siapiccia, Solarussa und Zerfaliu.
In Simaxis wird Karneval gefeiert. Der Patron des Ortes ist San Simaco Papa, das Fest wird am 19. Juli jeden Jahres gefeiert.

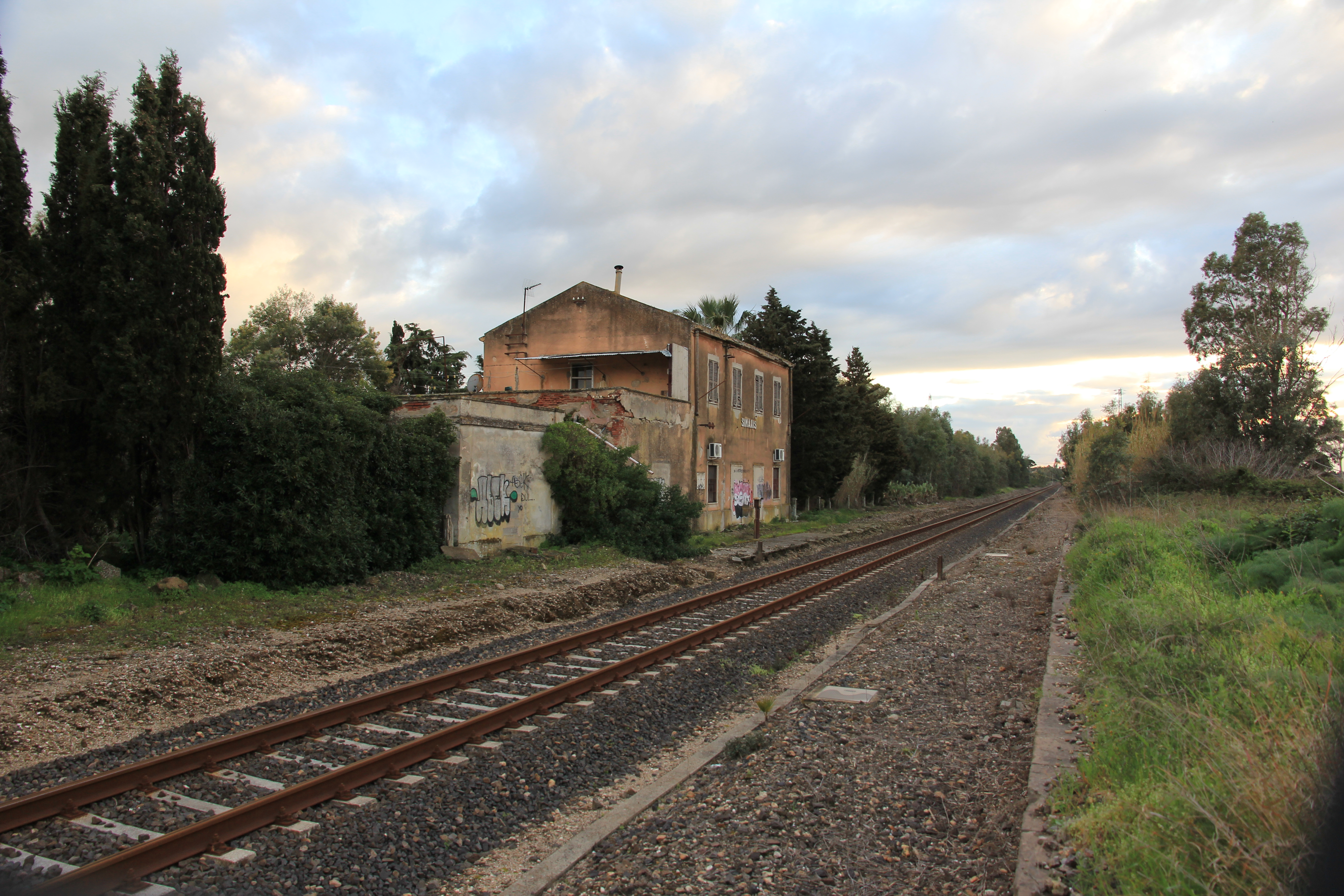
Früherer Bahnhof (2015)

Der ehemalige Bahnhof Simaxis liegt an der Bahnstrecke Cagliari–Golfo Aranci Marittima.